# Nesoscopa exsors
Nesoscopa exsors är en fjärilsart som beskrevs av Edward Meyrick 1926. Nesoscopa exsors ingår i släktet Nesoscopa och familjen vecklare. Inga underarter finns listade i Catalogue of Life.